# Qu Qinyue
Qu Qinyue (en chinois simplifié : 曲 钦岳 ; chinois traditionnel : 曲 欽岳 ; pinyin : Qū Qīnyuè ; Wade-Giles : ch'ü Ts'in-yüeh), né le 21 mai 1935 est un astrophysicien chinois. Professeur et ancien président de l'université de Nanjing. Il est un pionnier de l'astrophysique des hautes énergies en Chine et ses recherches portent principalement sur les pulsars, étoiles à neutrons, sources de rayons X, sources de rayon gamma et quasars. En 1980, il est élu membre à l'Académie chinoise des sciences.